# Lindow (Niedergörsdorf)

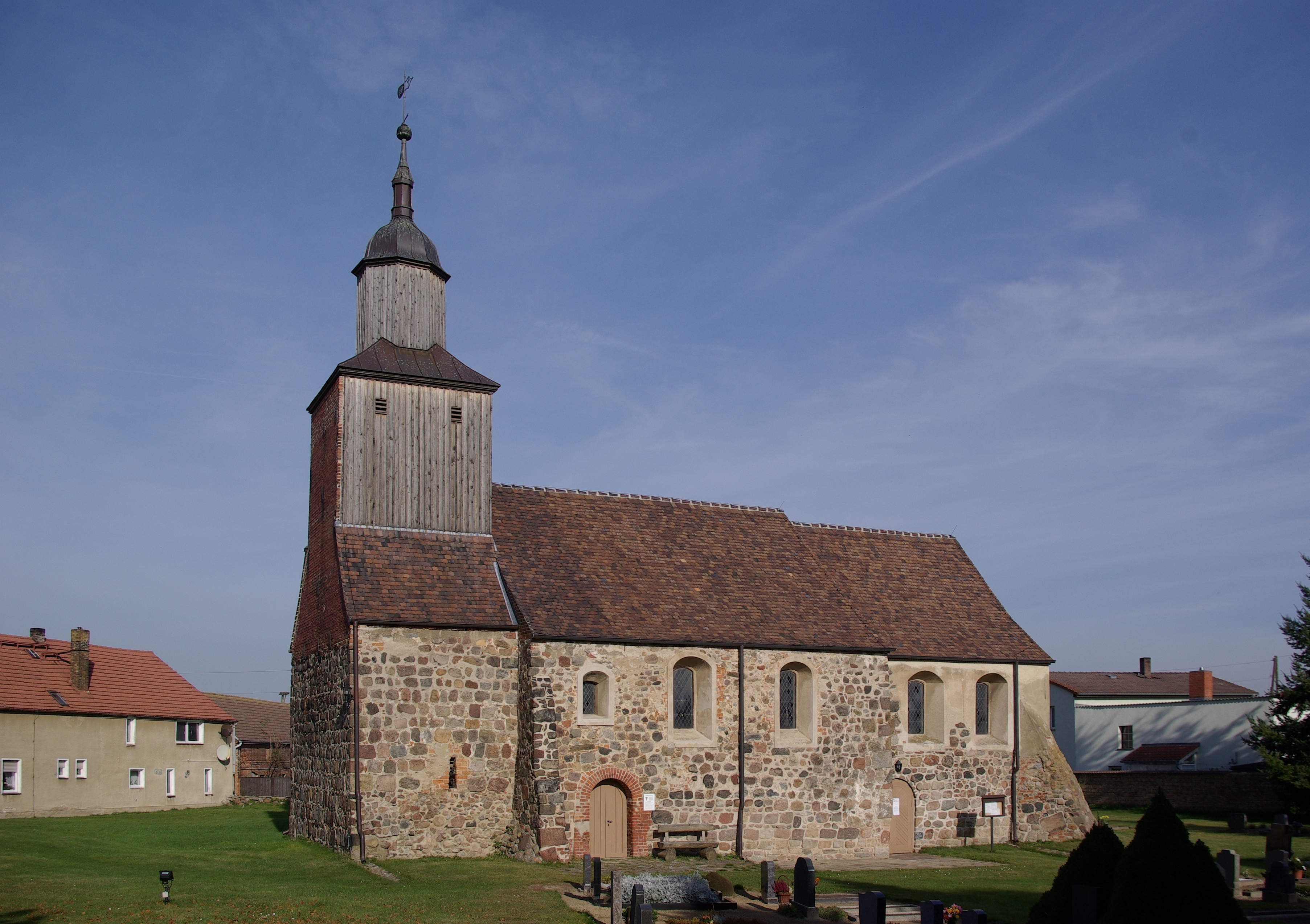
Dorfkirche Lindow

Lindow ist ein Ortsteil der Gemeinde Niedergörsdorf im Landkreis Teltow-Fläming im Bundesland Brandenburg. 

## Geschichte
Wie Lindow entstand, ist weitgehend unbekannt. Die erste Erwähnung war 1142 als Siedlung Wendisch-Linde. Die heute noch erhaltene Kirche wurde möglicherweise Ende des 12. Jahrhunderts erbaut. Ab etwa 1459 wurde auch der Zusatz „teutonica“ verwendet, es gab im ehemaligen Kreis Jessen ein „Linde slawica“. 1527 wurde der Name „Lindow“ verwandt. 
Ab etwa 1318 bis zur Reformation gehörte das Dorf zum Nonnenkloster Jüterbog. Bis zum Jahr 1817 war es Teil des Amtes Jüterbog. Nach dessen Auflösung kam es bis 1872 zum Amt Zinna. Im Jahre 1962 wurde es zu Malterhausen eingemeindet.

## Der Ort
Lindow liegt elf Kilometer westlich von Jüterbog und sechs Kilometer nordwestlich von Niedergörsdorf. Die Nachbarorte sind Malterhausen, Kaltenborn und Eckmannsdorf. Der ursprüngliche Ort erstreckt sich als Straßendorf von Nordwest nach Südost. Am südöstlichen Ende ist die Straße als dreieckiger Platz erweitert, hier steht die Kirche. Weiter nordwestlich befindet sich der linsenförmige Anger, in der Mitte liegt der Dorfteich. Hier am Anger befinden sich Vierseithöfe. Ab dem 19. Jahrhundert wurde das Dorf in alle Richtungen erweitert. 
Der Ort ist landwirtschaftlich geprägt. In den Jahren 1956 und 1958 wurden zwei LPGs gegründet. Diese wurden 1960 mit der LPG in Malterhausen zusammengelegt.

## Baudenkmale
- In Lindow ist die Dorfkirche Lindow als Baudenkmale in die Denkmalliste eingetragen.[1] Sie wurde möglicherweise zum Ende des 12. Jahrhunderts erbaut, die weitere Baugeschichte ist allerdings noch ungeklärt. Es ist ein Saalbau mit einem quadratischen Chor und einem Westturm. Früher hatte die Kirche mal eine Apsis. Die Kirche ist im Wesentlichen aus Feldsteinquader erbaut. Aus dem Dachwerke sind Eichen- und Eschenholz aus den Jahren 1423 bis 1426 nachweisbar. Im Inneren befindet sich ein Altaraufsatz, dieses ist zwischen 1712 und 1736 entstanden. Auf dem Altaraufsatz befindet sich ein Wappen und Monogramm von Herzog Christian von Sachsen-Weißenfels. Im Osten des Chores befindet sich eine Sakramentsnische aus dem Mittelalter. Der Taufstein aus Sandstein wurde um 1500 erstellt. Die Glocke wurde im 15. Jahrhundert aus Bronze gegossen.